# 马水镇
马水镇，是中华人民共和国广东省阳江市阳春市下辖的一个乡镇级行政单位。

## 行政区划
马水镇下辖以下地区：
马水社区、马水村、新风村、岗水村、河墩村、石下村、陂湖村、九岗村、潭武村、东风村、石崇村、石录村、中岗村、石田村、马兰村和龙田村。